# ARA Rivadavia
«Рівадавія» (ісп. ARA Rivadavia) - лінійний корабель однойменного типу ВМС Аргентини першої половини XX століття.
Свою назву корабель отримав на честь президента Об'єднаних провінцій Ріо-де-ла-Плати Бернардіно Рівадавія.

## Історія створення
Лінійний корабель «Рівадавія» був закладений 25 травня 1910 року на верфі компанії «Fore River Shipyard» у Квінсі, США. Корабель був спущений на воду 26 серпня 1911 року. 
У 1913 році пройшли випробування, які виявили проблеми з турбінами. Після їх усунення 27 серпня 1914 року корабель був включений до складу флоту і вирушив до Аргентини. 

## Історія служби
Оскільки Аргентина не брала участі у Першій світовій війні, «Рівадавія» і однотипний «Морено» використовувались для здійснення візитів до сусідів та демонстрації прапора.
У 1918 році лінкор доставив в США нового посла Аргентини, стояв корабель на знаменитому Гемптонскому рейді. У 1920 році він брав участь в урочистостях з нагоди ювілею відкриття Магелланової протоки.
У 1922 році корабель зі скороченим екіпажем був виведений в резерв. 
В 1924-26 роках модернізований в США. Змінився ряд його тактико-технічних характеристик. Водотоннажність стала 31000 т, котли перевели на нафтове опалення (запас палива — 3600 т нафти), що забезпечувало дальність плавання 8500 миль 10-вузловий швидкістю. У 1927 році розвивав швидкість до 20 вузлів. Число 102-мм гармат скоротилося до 8 (за іншими даними, їх зняли).
У 1937 році лінкор перетнув Атлантичний океан і здійснив похід у Європу (в джерелах є різночитання щодо присутності «Рівадавії» на урочистостях з нагоди коронації англійського короля) і відвідав Гамбург.
3 жовтня 1941 року під час маневрів аргентинського флоту трапилася надзвичайна подія. В умовах туману спочатку зіткнулися крейсер «Альміранте Браун» з есмінцем «Корріентес», який затонув. Тут же в корму крейсера врізався «Рівадавія». Лінкор отримав невеликі пошкодження, але крейсеру довелося пройти тривалий заводський ремонт.
Після вивчення першого досвіду Другої світової війни на кораблі посилили зенітне озброєння: з'явилися 4 40-мм зенітних автомати. 
Корабель знаходився в строю до 1952 року. Після виключення зі складу флоту у 1957 році корабель був проданий італійській фірмі та розібраний у травні 1957 року в Генуї.